# Serdar Kurtuluş
Serdar Kurtuluş (* 23. Juli 1987 in Bursa) ist ein türkischer Fußballspieler. Sein Bruder Serkan Kurtuluş ist ebenfalls als Profifußballspieler tätig.

## Karriere
Serdar Kurtuluş startete seine Profikarriere bei den Amateuren von Bursaspor. Nach nur einer Saison im Amateurteam konnte er sich behaupten und spielte mit 18 Jahren im A-Team von Bursaspor (2005/06), wo er Bursaspor zur Meisterschaft in der 2. Türkischen Liga mitgeführt hatte. In der Saison 2006/07 wechselte er dann zu Beşiktaş Istanbul. In seiner ersten Saison gehört Kurtuluş zu den Stammspielern. Das änderte sich in den nachfolgenden Spielzeiten. In der Saison 2009/10 wechselte er zum Ligakonkurrenten Gaziantepspor. Für Gaziantepspor spielte Kurtuluş vier Jahre lang und kam zu 107 Ligaspielen.
Am 24. Juli 2013 kehrte er zurück zu Beşiktaş Istanbul. Nachdem er in der Saison 2015/16 über ein Reservistendasein nicht hinauskam, kehrte er im Sommer 2016 nach zehn Jahren zu seinem Heimatverein Bursaspor zurück.

## Erfolge
Mit Bursaspor
- Meister der TFF 1. Lig und Aufstieg in die Süper Lig: 2005/06

Mit Gaziantepspor
- Vierter der Süper Lig: 2010/11
- Spor-Toto-Pokal-Sieger: 2011/12

Mit Besiktas Istanbul
- Türkischer Meister: 2008/09, 2015/16
- Türkischer Pokalsieger: 2008/09
- Türkischer Supercup-Sieger: 2006